# Négociations entre le Front populaire et le Néo-Destour
Les négociations entre le Front populaire et le Néo-Destour sont l'ensemble des discussions entre le bureau politique du parti nationaliste et les représentants du gouvernement de Léon Blum qui dirige la France entre juin 1936 et juin 1937. 
La victoire du Front populaire en France, en 1936 favorise le dialogue entre les nationalistes et le gouvernement français, qui met fin à la répression de 1934. Le résident général Armand Guillon et Pierre Viénot, secrétaire d'État, engagent les discussions visant à entreprendre des réformes pour mettre fin à la crise économique et mener le pays vers l'émancipation. Si le dialogue est prometteur, la chute du Front populaire en juin 1937 met fin à l'euphorie. Le gouvernement Chautemps qui le remplace applique une politique répressive en Algérie et au Maroc et ne fait pas des revendications tunisiennes l'une de ses priorités. Le Néo-Destour, qui estime devoir tirer une leçon de ce dialogue avorté, voit sa ligne politique se durcir à la suite du congrès de la rue du Tribunal qui se solde par les événements du 9 avril 1938.

## Contexte
Le 2 mars 1934, le congrès de Ksar Hellal se solde par la scission du Destour en deux branches : l'une conservatrice, l'autre moderniste qui prend le nom de Néo-Destour. Fondé par Mahmoud El Materi, Habib Bourguiba, M'hamed Bourguiba, Bahri Guiga et Tahar Sfar, le Néo-Destour se démarque de du Destour par sa nouvelle méthode de communication. Dans un contexte de crise économique, le Bureau politique souhaite saisir l'occasion pour développer sa propagande et sensibiliser le peuple à la lutte nationale. Dans ce cadre, Bourguiba sillonne le pays et séduit les masses : le nouveau Destour se démarque de l'ancien. En effet, malgré son influence non négligeable, le vieux Destour ne parvient pas réellement à mobiliser les masses analphabètes au poids politique encore inexistant. Des cellules se créent et une structure se met en place dans tout le pays, faisant du Néo-Destour une machine plus efficace que toutes les formations nationalistes l'ayant précédé. Le parti qui a « conquis » le peuple, ne tarde pas à chercher le soutien de la gauche française, sensible à ses revendications. Bourguiba parvient à gagner le soutien de Félicien Challaye, qu'il invite en Tunisie lors de ses tournées. De retour en France, il apporte son soutien au parti, convaincu du sérieux, de la francophilie et de la modération dont font preuve les jeunes nationalistes.
Avec la crise économique qui sévit, Peyrouton est conscient que le Néo-Destour ne pourrait que soulever la population, vivant dans de dures conditions grâce à ses nouvelles méthodes. L'effondrement des prix agricoles aggrave la misère des campagnes et achève de ruiner les agriculteurs déjà appauvris par l'extension des terres coloniales. Pour échapper à cela, un exode rural de masse s'organise alors que les villes sont incapables d'accueillir les populations rurales. Dans cette conjoncture difficile, les formations politiques du pays protestent contre la passivité des autorités face à une situation que même les fonctionnaires coloniaux qualifient de dramatique. Ce climat de tensions mène la Résidence à répondre aux revendications par une série de mesures d'intimidations. La répression se fait plus violente dans le pays : Peyrouton interdit tous les journaux de gauche encore publiés, notamment le tunisien Tunis socialiste et les français L’Humanité et Le Populaire, le 1er septembre 1934. Le 3 septembre, des rafles sont organisées à l'encontre des dirigeants des principaux partis politiques du pays à savoir les deux Destour et le parti communiste.
C'est dans cette atmosphère que sont envoyés Habib Bourguiba, Mahmoud El Materi et M’hamed Bourguiba en résidence surveillée à Kébili, Ben Gardane et Tataouine. Des émeutes éclatent aussitôt partout dans le pays. Elles sont particulièrement violentes à Moknine où trois émeutiers et un gendarme indigène sont tués. Le 1er janvier 1935, Ahmed II Bey est violemment interpellé par des manifestants qui lui réclament d’intervenir en faveur des déportés. En réaction, dès le lendemain, Tahar Sfar et Bahri Guiga sont eux aussi arrêtés et exilés dans le Sud. Le 3 avril 1935, tous les déportés sont regroupés à Bordj le Bœuf où sont internés 46 néo-destouriens, douze communistes et trois membres du Destour (Mohieddine Klibi, Cheikh Karkar et Ali Boukordagha).

## Préludes

### Arrivée d'Armand Guillon et libération
L’impasse politique en Tunisie, due à la répression inefficace de Peyrouton et au maintien de l'agitation, incite le gouvernement français à changer le résident général. Armand Guillon  débarque à Tunis le 16 avril 1936 avec la ferme intention de tout faire pour que le calme revienne en Tunisie, alors que le pays est secoué depuis deux ans par l'agitation nationaliste.
Ayant pour mission de rétablir le calme, Guillon favorise le dialogue avec les nationalistes et décide de mettre fin à leur détention au camp, le 23 avril 1936. À la place, il les assigne à résidence : Ainsi, Materi, Guiga, Bougafta et Mohamed Brahem demeurent à Gabès tandis que Bourguiba, Sfar, Ben Youssef et Mohamed Bouzouita sont envoyés à Djerba. La visite que leur fait le nouveau résident apaise les tensions et dissipe les malentendus. Il est, par ailleurs, convenu que les huit personnalités retenues dans le sud apporteraient leur soutien au résident général pour poursuivre une politique libérale et humaine. Mahmoud El Materi témoigne de son entrevue avec le résident général en ces termes : « J'étais frappé par sa largeur d'esprit, par ses idées généreuses et par son souci de l'humain [...] Au bout de cet entretien, j'acquis la conviction qu'il nous comprenait et qu'il allait avec toute sa volonté et tout son cœur œuvrer pour notre peuple ». À la fin de l'entrevue, Guillon ordonne à ses adjoints de rédiger un communiqué dans le but de faire connaître aux Tunisiens les bonnes intentions des autorités françaises. Pour ce faire, il sollicite l'aide d'El Materi qui accepte. Le texte, qui apparaît le 14 mai 1936, annonce l'intention de la Résidence de combattre la misère.
Le 22 mai, la Résidence permet aux opposants de regagner leurs foyers alors que le Front populaire vient tout juste de gagner les élections législatives du 3 mai 1936. Les leaders nationalistes peuvent reprendre leur action encouragés par la nomination de Léon Blum à la tête du gouvernement français, le 4 juin. Ils décident de relancer les négociations, malgré les profondes fissures provoquées au sein du Néo-Destour par leur éloignement à Bordj Le bœuf.
Ils ne tardent pas à rencontrer Guillon qui, de son côté, entreprend plusieurs actions : les internés sont libérés et définitivement amnistiés le 16 septembre 1936 ; les étudiants tunisiens qui avaient été éloignés de Tunis lors des émeutes de février 1936 sont autorisés à retourner dans la capitale, les lois restrictives sur la presse sont levées le 6 août, ce qui permet au journal Tunis socialiste de reparaître et à son rédacteur Serge Moati de revenir en Tunisie d’où il avait été expulsé. Enfin, les libertés politiques sont rétablies ainsi que la liberté d'association et de réunion par le décret du 6 août 1936. Lors de sa rencontre avec les leaders, il déclare : « Ne criez pas trop fort, évitez le ton passionné, les déclarations fracassantes qui indisposeront les Français et même le gouvernement du front populaire et vos amis de gauche. Laissez-moi appliquer mon programme qui constituera une étape importante vers la réalisation de vos justes revendications ». Très satisfaits de leur entrevue avec Guillon, les leaders sont maintenant convaincus que l'avènement du gouvernement de Léon Blum et l'arrivée de Guillon ouvriront les portes des négociations qui mèneront vers l'indépendance, même s'ils ne le déclarent pas ouvertement.

### Expansion et essor du Néo-Destour
Avec la libération des leaders et la politique libératrice de Guillon, le Néo-Destour se réorganise et diffuse son idéologie dans tout le pays en organisant meetings et réunions dans le calme et l'apaisement. Le climat politique change : les libertés publiques sont réinstaurées, donnant une large manœuvre aux partis, et l'adoption des lois sociales votées à Paris et appliquées en Tunisie détend l'atmosphère. Le Néo-Destour est alors en pleine expansion : les adhérents affluent et on ouvre des cellules partout dans le pays. On en compte 400 en 1937 qui regroupent 400 000 militants. On crée même des fédérations qui regroupent plusieurs cellules. C’est toute une organisation qui se met en place en s’appuyant sur des mouvements de jeunes : scouts, jeunesses destouriennes, Association des anciens élèves du collège Sadiki, etc.

Au sein de la capitale française, des groupes d'étudiants, originaires des quatre coins de l'empire colonial français, se forment et voient plus de 200 Tunisiens en faire partie. Avec une forte participation, les destouriens sont dirigés d'abord par Slimane Ben Slimane puis par Hédi Nouira et Habib Thameur, bénéficiant du soutien financier de Mohamed Ben Khalifa, puissant homme d'affaires qui en est le trésorier. Cependant, il doit faire face à l'opposition farouche des prépondérants qui le décrivent dans La Tunisie Française comme suit : 
« Il n'est pas douteux que le Néo-Destour, par son organisation cellulaire à travers le pays, a une importance que n'ont jamais eue les autres partis socialistes tunisiens, constitués à peu près uniquement de cadres bourgeois, sans autre influence sur les masses que celle qu'ont toujours, en ce temps, les propagandes tendant à soulever à n'importe quelle occasion le fanatisme et la xénophobie. »

Roger Casemajor, commissaire de police et chef de la section musulmane des renseignements généraux, décrivait le Néo-Destour au début de 1937 en ces termes : 
« Le Néo-Destour, à son apogée, était devenu un État dans l'État et faisait figure de parti nationaliste irréversible, irradiant tout le pays de ses quelque quatre cents cellules, entrant officiellement à la Résidence Générale et au Quai d'Orsay, flirtant avec les groupements du Front Populaire, vilipendant les Français et les Colons, influençant les autorités tunisiennes, dictant ses volontés à la masse de ses militants et paralysant, par ses menaces, les Tunisiens timides et ceux qui avaient encore foi en la France. »

## «Dialogue prometteur»
Le 10 juin 1936, le conseil national du Néo-Destour se réunit pour établir une nouvelle politique vis-à-vis du gouvernement français. Il se solde par l'élaboration d'une série de revendications jugées minimales dont il attend une satisfaction rapide. À la fin de la réunion, Bourguiba est envoyé à Paris pour exposer la plate-forme de son parti. Entre-temps, El Materi, Guiga et Ben Youssef se rendent chez Guillon pour lui présenter un cahier de revendications comportant un nombre de réformes urgentes touchant à la vie politique, administrative et sociale de la Tunisie. Ils obtiennent l'appui du Résident général qui leur promet de leur donner satisfaction. Il s'envole pour le Quai d'Orsay pour présenter leurs revendications au gouvernement français et décide, à son retour, de modifier les décrets d'interdiction de la presse, des réunions et des manifestations.
À Paris, Bourguiba, qui se rapproche des jeunes milieux étudiants nationalistes, est accompagné par Ben Slimane lors de sa visite. Il se lie d'amitié avec Charles-André Julien, qui dirige à cette époque le Haut comité méditerranéen. Ce dernier lui permet de rencontrer, le 6 juillet 1936, Pierre Viénot, sous-secrétaire d'État aux affaires étrangères, à qui il présente les doléances du parti. Si l'entretien est productif, il est très mal vu par les Français de Tunisie, qui, opposés au gouvernement du Front Populaire, enragent lorsqu'ils apprennent qu'un ministre avait reçu le chef d'un mouvement « séditieux ». C'est donc secrètement que le second entretien entre les deux hommes a lieu, le 28 août 1936, Viénot ne voulant pas attirer l'attention des Prépondérants. Bourguiba remet alors un mémorandum au responsable gouvernemental, dans lequel il résume les revendications tunisiennes nationalistes. Il bénéficie pour son élaboration de l'aide de Hédi Nouira, réputé pour sa solide réputation de bosseur,. Il lui réaffirme sa volonté de « substituer au régime despotique actuel basé sur le bon plaisir, un régime constitutionnel et démocratique qui permette au peuple de participer au pouvoir et de prendre une part active dans la confection des lois et le vote du budget ».

À son retour, Bourguiba réunit 10 000 militants enthousiastes au parc Gambetta, le 11 septembre 1936. Après leur avoir rendu compte de sa visite, il leur fait part de sa confiance apportée au nouveau résident général qui doit leur permettre de faire évoluer le protectorat vers l’indépendance du pays dans l’orbite de la France. À Tunis, le climat politique a changé : Les libertés publiques sont réinstaurées, donnant une large manœuvre aux partis, et l'adoption des lois sociales votées à Paris et appliquées en Tunisie détend l'atmosphère. Cela permet l'expansion du Néo-Destour qui voit le nombre de jeunes militants augmenter. C'est dans les colonnes de son journal que Bourguiba expose sa stratégie : 
« Au cours de ma première entrevue avec M. Viénot, je ne lui ai pas caché que l'idéal normal, logique et nécessaire du peuple tunisien - comme de tous les peuples soumis à la tutelle étrangère - est de réaliser un jour son indépendance. Mais que cette indépendance, nous ne la concevons [...] que comme la conséquence nécessaire de son émancipation politique, économique et sociale, émancipation qui sera aussi bien l'œuvre de la France que du parti qui a la confiance des masses. Que de cette collaboration loyale, confiante et sans arrière-pensée, entre la France et l'élite du peuple tunisien, sortira nécessairement une Tunisie libre et heureuse, définitivement acquise à la France, par les liens autrement solides de l'intérêt, de la culture et du sentiment [...] Aussi, avons-nous songé à tenter avec la France une vaste expérience en vue d'orienter le protectorat par des moyens pacifiques, vers un régime normal qui tire sa force, non de la résignation du plus faible, mais de son adhésion libre, pleine et entière et de la claire vision des intérêts communs. Cette expérience, le gouvernement du Front Populaire nous a donné l'impression qu'il était disposé à la tenter avec prudence, en prenant le maximum de précautions. Serait-ce une simple illusion ? L'avenir nous le dira. »
En novembre 1936, Guillon reçoit les dirigeants du Néo-Destour auxquels il présente son programme basé sur l'élargissement des libertés politiques et sociales dans le cadre d'une assimilation réaffirmée. Fortement désapprouvé par Bourguiba et Ben Youssef, ces derniers rétorquent que la Tunisie a acquis assez de maturité pour avoir droit à la constitution d'un parlement élu, tout comme la Syrie et l'Égypte. Déçu par la lenteur du dialogue et influencé par les jeunes étudiants qui préfèrent l'affrontement, Bourguiba reprend ses discours au ton provocateur dans les réunions publiques qu'il organise, contrairement aux ordres d'El Materi qui opte pour la modération et l’apaisement. Ce dernier témoigne du comportement de Bourguiba à cette période en déclarant : « J'avais toutes les peines du monde à contenir ce déferlement de démagogie. Je devais également donner des explications sur ces faits et les minimiser aux yeux de Guillon, que les leaders du colonialisme de cessaient de harceler en lui adressant des mises en garde de plus en plus menaçantes ». En effet, les prépondérants pèsent de tout leur poids pour amener la France à déclarer le caractère « indissoluble » des liens avec la Tunisie.
Début 1937, Bourguiba rédige un document qu'il présente à la coalition gouvernementale du Rassemblement populaire. Le texte est considéré comme une charte du parti nationaliste qui pèse ses mots pour exprimer ses doléances : ainsi, œuvrant pour l’indépendance, le mouvement préfère l'utilisation du terme émancipation, jugé plus flou et moins choquant, car même si la gauche française apporte sa sympathie aux nationalistes, elle n'abandonne cependant pas le préjugé colonial. Bourguiba définit des revendications à court terme, notamment la baisse des impôts qui écrasent la population, l'arrêt de la colonisation foncière, la réforme de la fonction publique et de la fiscalité. Si l'arrêt de l'exploitation intensive de la Tunisie représente une requête indiscutable, Bourguiba préfère également établir sa vision de l'avenir. Bien que remettant en cause le protectorat, il n'appelle pas à sa dissolution mais demande à revenir aux principes établis par le Traité du Bardo : la France se charge de la politique étrangère du pays tandis que les affaires intérieures reviennent au gouvernement du peuple. Il s'agit donc d'un appel à une co-souveraineté entre la France et la Tunisie, Bourguiba présentant les revendications tunisiennes comme raisonnables. Dans un contexte d'avant-guerre qui se ressent, il appelle à un exécutif tunisien pour assurer une présence durable du protectorat et ainsi éviter la recherche par le peuple d'autres moyens pour assurer sa libération.

## Opposition du Rassemblement français de Tunisie
Mais le mécontentement revoit le jour avec la crise économique qui s'aggrave et la sécheresse persistante, qui ont pour conséquence la famine gagnant principalement le sud du pays. Des émeutes éclatent notamment à Mellassine où le calme n'est réinstauré qu'avec l'intervention de Materi et de Ben Ammar.
Les Français de Tunisie profitent des incidents pour attaquer Guillon. C'est dans les colonnes de La Tunisie Française que le colon Étienne Perriquet exprime sa contestation en écrivant « Nous sommes en droit, nous avons le devoir, au nom de tous ceux que nous savons en danger, de nous tourner vers les pouvoirs publics responsables et de les alerter en leur disant que c'en est assez... ». Le 23 janvier 1937, leur président, Robert Vénèque, écrit au résident général une lettre se terminant par : « Si des mesures énergiques et immédiates ne sont pas prises, le sang coulera, je vous en tiendrai pour responsable ».
Pour tenter de calmer les esprits et rassurer les Français, Pierre Viénot se déplace à Tunis le 20 février 1937. Deux jours plus tard, il rencontre une délégation du Bureau politique du Néo-Destour (El Materi Sfar, Guiga, Ben Youssef, Ben Slimane) pour étudier point par point leurs revendications. Lors d'un entretien avec Mahmoud El Materi, une semaine plus tard, il ne s'oppose pas à l'idée d'une « autonomie avec une administration où, progressivement, la colonie française n'aurait qu'une part correspondant à son importance numérique ». La veille de son retour en France, le 1er mars, et face aux attentes des deux communautés, il rassure ses compatriotes en déclarant que « l’installation de la France en pays de protectorat a un caractère définitif et aucun Français ne peut envisager la fin d’une participation directe de la France au gouvernement de ce pays », ce qui ne l’empêche pas de leur lancer que « certains intérêts privés des Français de Tunisie ne se confondent pas nécessairement avec l’intérêt de la France. Celle-ci n’a charge de leur défense que dans la mesure où ils ne sont pas en opposition avec les intérêts généraux de la Tunisie ». Ainsi, il condamne les graves abus, accepte la participation des Tunisiens à la vie publique, confirme les idées libérales et libératrices et envoie l'inspecteur des finances Richard et le conseiller d'état Cheneaux de Leyritz pour étudier le sujet en profondeur.
Les Tunisiens retiennent surtout de son discours sa volonté de les associer à la gestion du pays et à la vie publique tout en encourageant leur embauche dans l’administration et en développant l’instruction. Le discours est bien accueilli par le Néo-Destour. Bourguiba va même jusqu’à proclamer que « l’union indissoluble entre la France et la Tunisie constitue la base de toutes les revendications du Néo-Destour » pendant qu’El Materi écrit que « la population tunisienne dans sa totalité est prête à apporter sa collaboration à la mise en pratique de la politique nouvelle ». En revanche, le discours est mal accueilli en France où une campagne d'agitation contre le gouvernement du Front populaire se déclenche. En Tunisie, les grands patrons d'entreprises capitalistes s'opposent aux lois sociales adoptées en France, en guise de réponse à cette politique libératrice.
Dans ce cadre, des émeutes ne tardent pas à éclater. Elles sont violentes à Métlaoui, le 4 mars 1937 où une grève des mineurs se solde par une vingtaine de morts et de nombreux blessés. Cependant, le peu de progrès réalisé creuse le fossé entre deux tendances apparues au sein du parti : les modérés menés par El Materi, Sfar et Guiga apportent un soutien inconditionnel à Guillon et appuient les réformes entreprises et les radicaux dirigés par Bourguiba, Ben Youssef et Ben Slimane qui sont pour l'accélération du processus de négociations.

## Échec des négociations et conséquences
Alors que les négociations commencent à porter leurs fruits (accession des Tunisiens à la fonction publique, nouveau statut du cadre caïdal, facilitation de l’écoulement des produits tunisiens...), le 22 juin 1937 marque la chute du gouvernement Blum remplacé par le troisième gouvernement de Camille Chautemps. Viénot est alors écarté au profit d'Albert Sarraut, ancien gouverneur général de l'Indochine, à la grande joie des Prépondérants. Rapidement, la Résidence saisit le premier prétexte pour interdire toute réunion publique, le 4 juillet 1937. Cependant, la poursuite des négociations est envisagée, bien que la situation semble difficile avec la chute du Front populaire. Ce changement de climat politique impatiente les jeunes militants (Ben Slimane, Mongi Slim, Hédi Nouira, Bahi Ladgham...) qui veulent passer à l'action. Néanmoins, Bourguiba apaise les tensions, trouvant qu'un affrontement avec la France n'aurait que de mauvaises conséquences et que le dialogue peut encore être favorisé.

Dans ce cadre, il s'envole pour Paris, début octobre, pour rencontrer Armand Guillon. Bien qu'une sympathie s'instaure entre les deux hommes, les négociations ne portent pas leurs fruits, et Bourguiba rentre à Tunis sans résultats solides. Il réalise qu'il n'y a plus rien à attendre de la France et prononce dans un de ses articles : 
« En Tunisie comme en France, le Front populaire a surtout effrayé les puissances d'argent, sans les mettre hors d'état de nuire. En Tunisie comme en France il a voulu détruire les privilèges avec le consentement, je dirais même avec la permission des privilégiés. Résultat : le Front populaire n'a pas désarmé ses adversaires, mais il a déçu ses amis. »
Le 29 octobre 1937, un nouveau congrès du Néo-Destour se tient à la rue du Tribunal, deuxième après celui de Ksar Hellal. Cette fois-ci, les jeunes y tiennent une place importante et l'adoption d'une stratégie est à l'ordre du jour. Le congrès entérine les deux tendances apparues dans le parti au cours des derniers mois. La première, modérée, conduite par Mahmoud El Materi, Tahar Sfar et Bahri Guiga, souhaite continuer la collaboration avec la résidence générale et propose de tenir un discours modéré pour éviter la répression. La deuxième, animée par Slimane Ben Slimane, Hédi Nouira et Habib Ben Guefta prône une ligne intransigeante ; ils sont prêts à tout pour radicaliser la lutte tout en liant la cause tunisienne aux autres mouvements de libération maghrébins. Ainsi, l'inscription de l'indépendance dans le programme du parti est pour eux une nécessité. Cependant, la ligne de conduite retenue par Bourguiba se situe entre les deux tendances, en approuvant la motion politique d'El Materi tout en intégrant les réserves des radicaux. Le Néo-Destour continue de reconnaître le gouvernement local mais engage une série de mouvements qu'il baptise « lutte sur le plan économique ».
Néanmoins, le parti se durcit de plus en plus et se trouve dominé par les radicaux notamment après la démission de Mahmoud El Materi de la présidence du parti. Ce durcissement se manifeste par les affrontements du 9 avril 1938 qui se soldent par une répression sans précédent sur le Néo-Destour et le mouvement nationaliste.